# Mahir Solo
Mahir Solo (* 10. Juli 1988 in Zenica) ist ein bosnisch-herzegowinischer Basketballtrainer.

## Werdegang
Solo spielte als Jugendlicher Basketball, in seinem 18. Lebensjahr wechselte er ins Trainerfach. Er war als Trainer beim KK BH Start Zenica tätig und schloss ein Studium als Sportlehrer ab.
Er ging nach Österreich, führte die Frauen von UBI Graz in der Bundesliga-Saison 2014/15 ins Halbfinale um die Staatsmeisterschaft und wechselte zur Saison 2015/16 zu den Basket Flames Wien. Dort wurde er im männlichen Nachwuchsbereich tätig und arbeitete mit dem US-Amerikaner Mike Kress zusammen. In der Sommerpause 2016 nahm Solo ein Angebot aus Deutschland an und wurde hauptamtlicher Jugend- und Herrentrainer bei der BG Rotenburg/Scheeßel. Im Januar 2017 wurde Solo zum Cheftrainer der Rotenburger Frauen in der Bundesliga befördert, mit denen er allerdings am Saisonende 2016/17 aus der höchsten deutschen Spielklasse abstieg. Er betreute die Niedersächsinnen anschließend bis Sommer 2018 in der 2. Bundesliga.
In der Saison 2018/19 war Solo Trainer der Regionalliga-Frauen des Vereins BBU ’01 Ulm und arbeitete ebenfalls im Nachwuchsbereich. Er blieb eine Saison in Ulm, im Sommer 2019 wurde sein Wechsel zu den ScanPlus Baskets Elchingen vermeldet, um dort als Jugendtrainer und Geschäftsstellenmitarbeiter tätig zu werden.
Im Dezember 2019 wurde Solo Landestrainer beim Thüringer-Basketball-Verband, war dort für den weiblichen Leistungsbereich zuständig, betreute die Mädchen-Landesauswahlen in den Altersklassen U16 sowie U18 und war zusätzlich beim USV Jena tätig. Er übte die Ämter in Thüringen bis Sommer 2021 aus. Am 1. August 2021 trat er eine Trainerstelle bei der BG Bonn an, betreute die BG-Damen und übernahm weitere Aufgaben im Leistungsbasketball.
Zur Saison 2022/23 wechselte Solo zum BBC Rendsburg, um dort die Regionalliga-Männer des Vereins als Trainer zu betreuen und ebenfalls im Nachwuchsbereich zu arbeiten. Kurz vor dem Ende der Saison 2022/23 trennten sich Solo und der Rendsburger Verein.
Im Sommer 2023 nahm er die Arbeit als Co-Trainer beim österreichischen Erstligisten BBC Nord Dragonz auf. Zur Saison 2024/25 wechselte Solo zu Phoenix Hagen und trat bei dem Verein das Amt des Cheftrainers der U19-Jugendmannschaft in der Nachwuchs-Basketball-Bundesliga (NBBL) an.